# كأس السوبر الإفريقي 2008
كأس السوبر الأفريقي 2008 هي النسخة السادسة عشر من منافسة كأس السوبر الأفريقي، وهي مباراة سنوية تجمع بين الفائز بدوري أبطال أفريقيا والفائز بكأس الاتحاد الكونفدرالي الأفريقي لكرة القدم. أقيمت المباراة بين الناديين التونسيين النجم الساحلي والصفاقسي.

## الفرق
النجم الساحلي الفائز بدوري أبطال أفريقيا
 الصفاقسي الفائز بكأس الكونفدرالية

## النتيجة النهائية
النجم الساحلي (2-1)  الصفاقسي

## الفائز بالبطولة
(اللقب الثاني)